# سسیل (اورگن)
سسیل (به انگلیسی: Cecil) یک منطقهٔ مسکونی در ایالات متحده آمریکا است که در اورگن واقع شده‌است. سسیل ۱۹۲٫۰۳ متر بالاتر از سطح دریا واقع شده‌است.